# Kosobudki (Kosobudz)
Kosobudki (niem. Neu Kunersdorf) – przysiółek wsi Kosobudz w Polsce, położony w województwie lubuskim, w powiecie świebodzińskim, w gminie Łagów, nad rzeką Pliszka.
W latach 1975–1998 przysiółek administracyjnie należał do województwa zielonogórskiego.